# Linaire des Alpes
Linaria alpina · Muflier des Alpes, Gueule-de-lion des Alpes
Espèce
La Linaire des Alpes, également appelée Muflier des Alpes ou Gueule-de-lion des Alpes (Linaria alpina), est une espèce de plantes à fleurs de la famille des Scrophulariaceae selon la classification de Cronquist, ou des Plantaginaceae selon la classification phylogénétique APG III. C'est une plante herbacée que l'on rencontre non seulement dans les Alpes, mais également dans d'autres reliefs d'Europe du Sud ou centrale.

## Étymologie
Les linaires doivent leur nom à leurs feuilles étroites évoquant celles du lin cultivé. 

## Description
Pour la description générale, voir la description du genre Linaria.

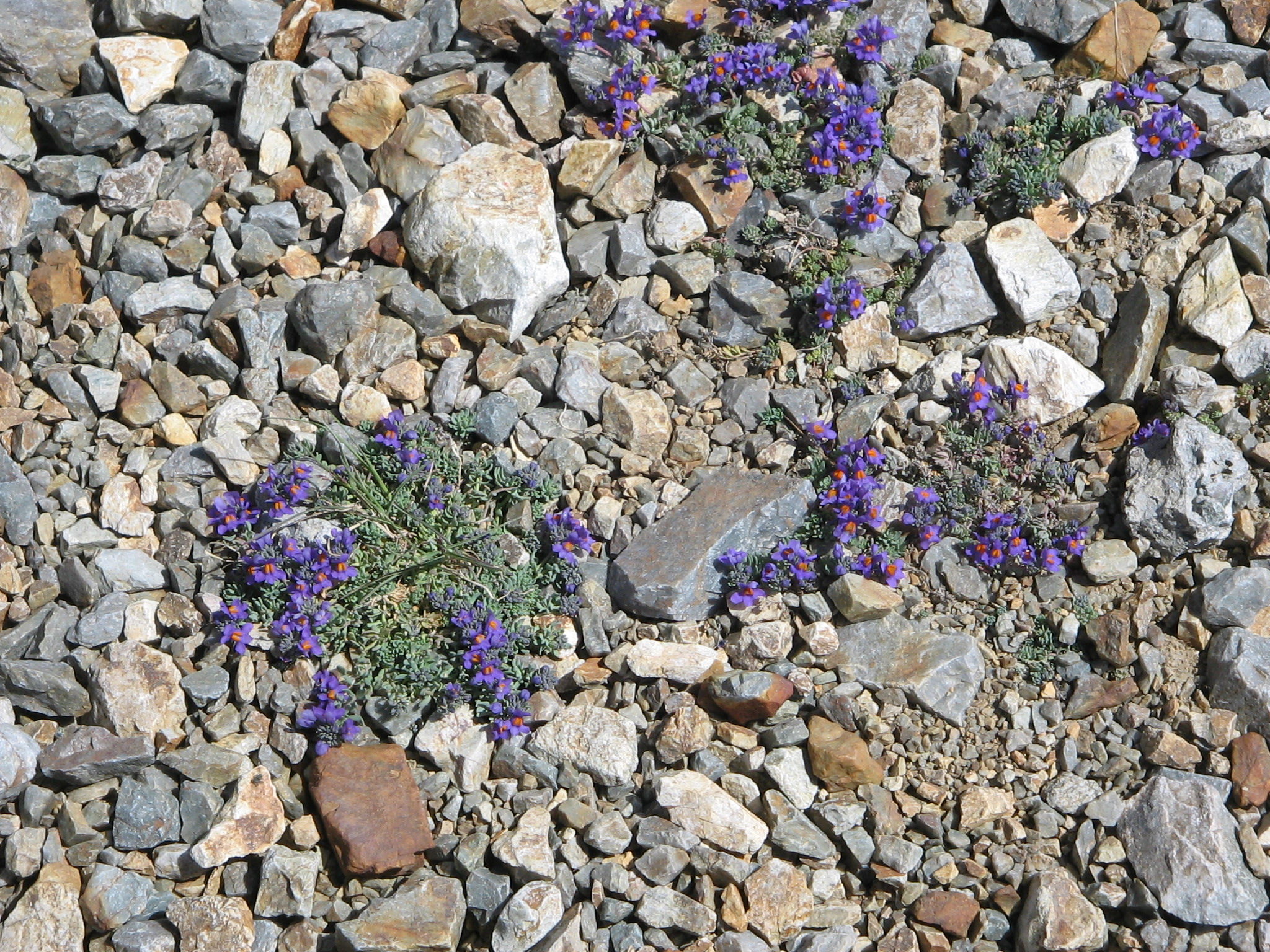
Plante en milieux rocailleux.
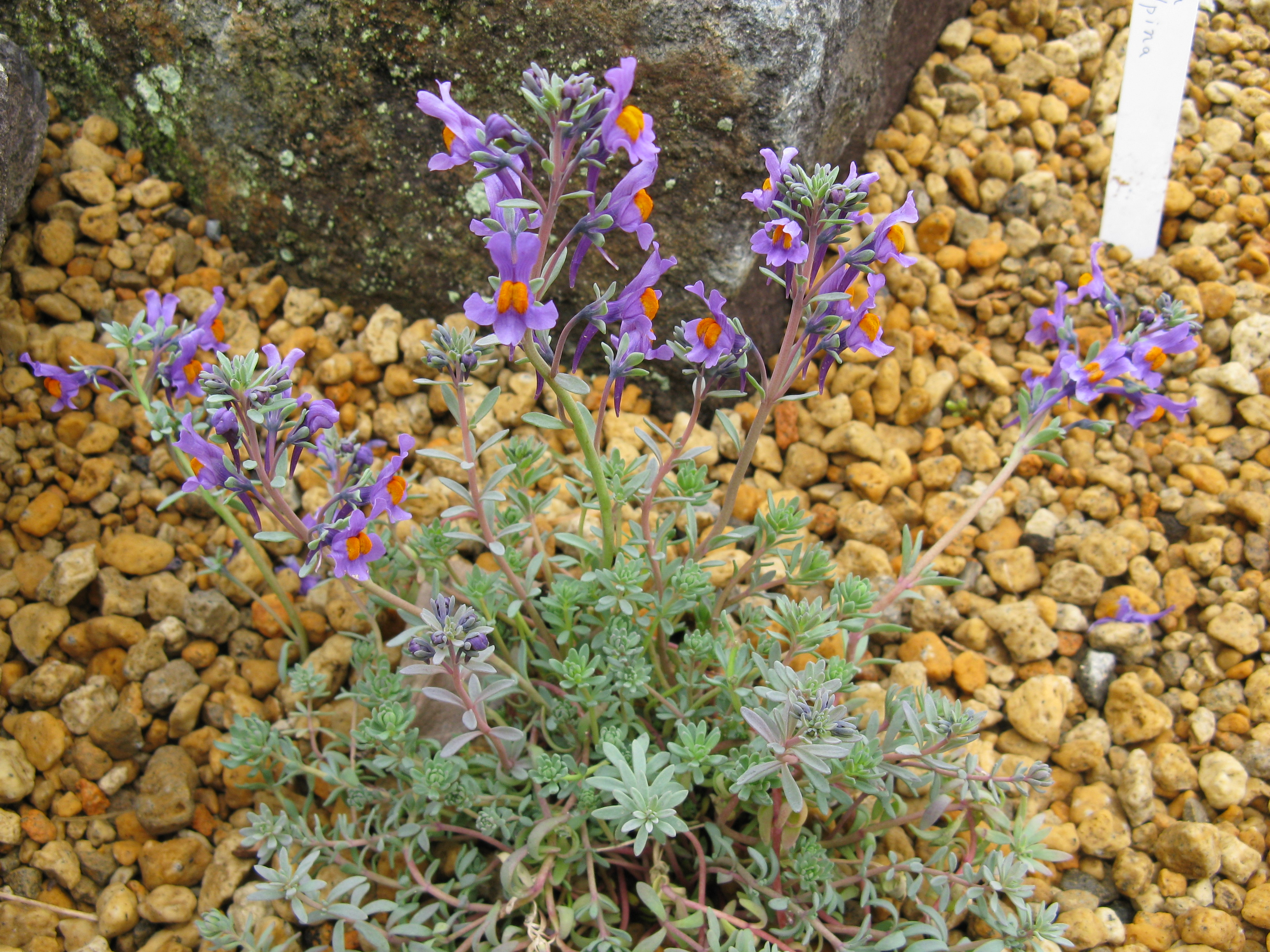
Plante en jardin botanique.
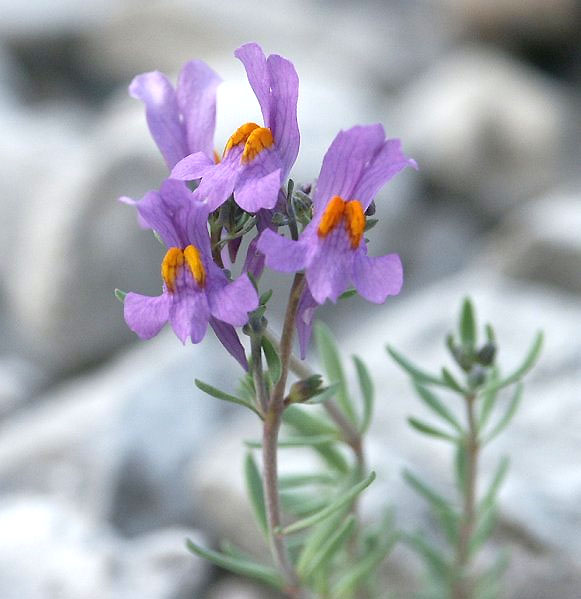
Corolles.

La Linaire des Alpes se caractérise par une corolle bleu violacé munie d'une gorge orangée, qui la rend la plupart du temps aisément reconnaissable (cf photo). On identifie cependant quelques spécimens unicolores, entièrement violacés, et notamment la très rare sous-espèce appelée Linaire des rochers (Linaria alpina subsp. petraea), présente surtout en Suisse.

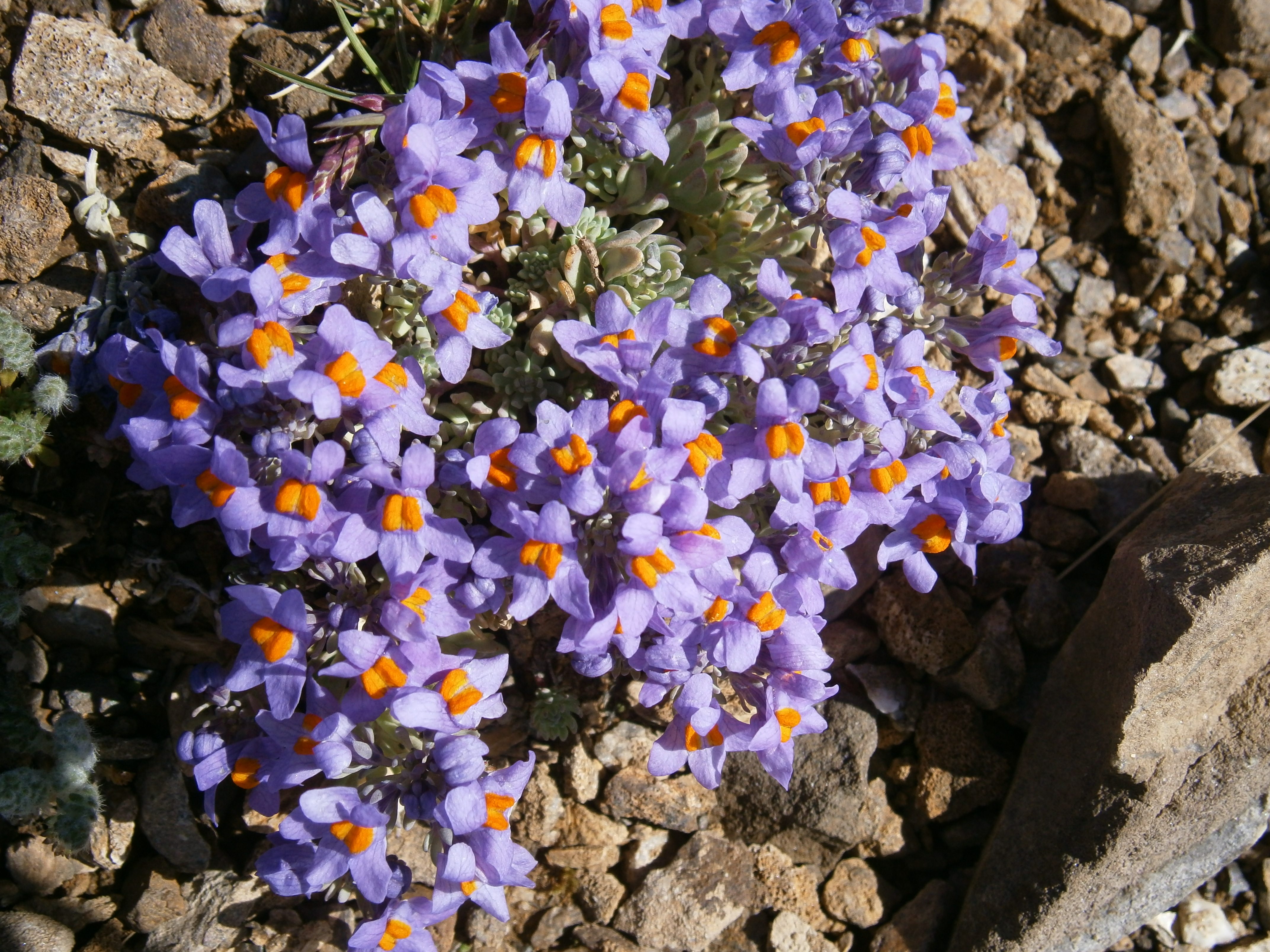
Forme bicolore.
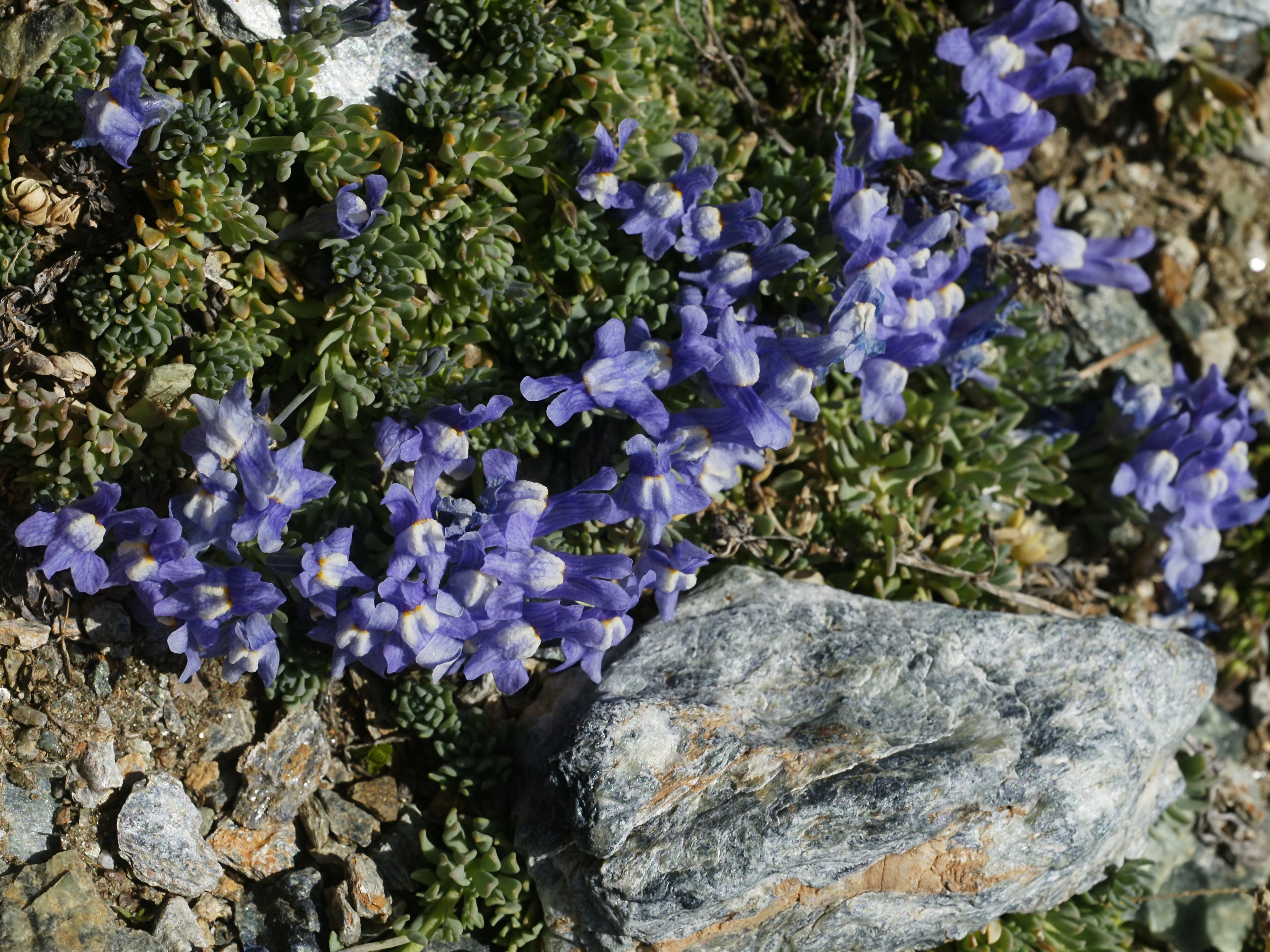
Forme unicolore.
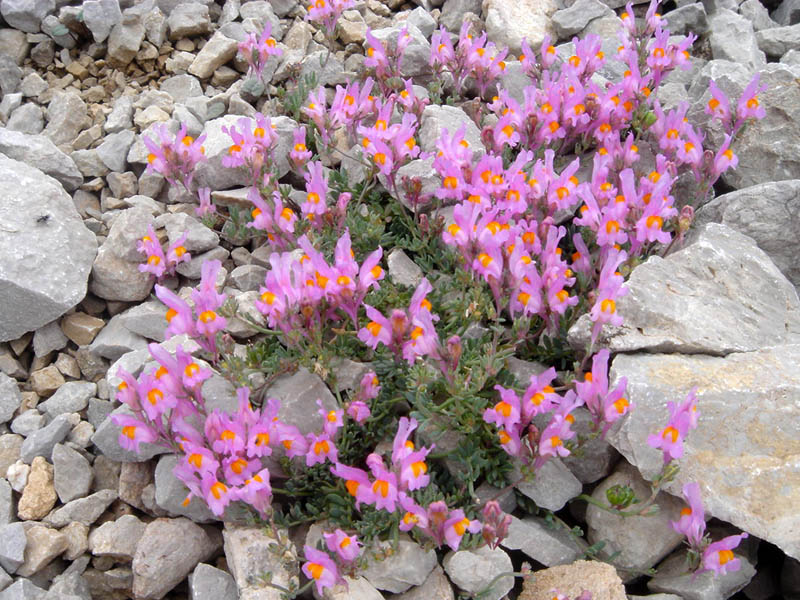
Linaria alpina subsp. filicaulis.

## Distribution
En France, on la rencontre dans le Jura, dans quelques stations de Savoie et Haute-Savoie, dans le parc du Mercantour (jusqu'à plus de 2 800 m), dans les Pyrénées et dans deux stations en Bourgogne. On la trouve également dans d'autres lieux des Alpes, notamment sur les sommets du Champsaur (Hautes-Alpes).

## Protection
En France, cette espèce est protégée en région Bourgogne (Article 1). En Suisse, son statut UICN est NT dans le Jura; elle est totalement protégée dans les cantons d'Appenzell Rhode intérieure, Neuchâtel et Vaud.

## Taxonomie
Deux sous-espèces se rencontrent dans les Alpes ou le Jura : Linaria alpina subsp. alpina (L.) Mill., 1768 et Linaria alpina subsp. petraea Rouy, 1909, aussi appelée Linaire du Jura.